# Pokazne zamjenice
Pokazne zamjenice pokazuju nešto što je govorniku ili sugovorniku blisko. Gotovo u svim jezicima čine sustav od dva, tri ili više elemenata na osnovi opozicije po stupnju udaljenosti koji izražavaju. Odgovaraju na pitanja koji? kakav? kolik?
|        | bliže govorniku | bliže sugovorniku | dalje od obje osobe |
| koji?  | òvāj            | tâj               | ònāj                |
| kakav? | ovàkav          | tàkav             | onàkav              |
| kolik? | ovòlik          | tòlik             | onòlik              |

## Sklonidba pokaznih zamjenica
| N | òvāj                     | òvā  | òvō     |
| G | òvōg(a)                  | òvē  | òvōg(a) |
| D | òvōm(u)                  | òvōj | òvōm(u) |
| A | òvōg(a) za neživo - òvaj | òvū  | òvō     |
| V | -                        | -    | -       |
| L | òvōm(e)                  | òvōj | òvōm(e) |
| I | òvīm((e)                 | òvōm | òvōm(e) |

| N | òvī     | òvē     | òvā     |
| G | òvīh    | òvīh    | òvīh    |
| D | òvīm(a) | òvīm(a) | òvīm(a) |
| A | òvē     | òvē     | òvā     |
| V | -       | -       | -       |
| L | òvīm(a) | òvīm(a) | òvīm(a) |
| I | òvīm(a) | òvīm(a) | òvīm(a) |

Kao pokazna zamjenica ovaj mijenjaju se i zamjenice onaj i taj, koja je "jedinica s izrazitom povezničkom funkcijom".
Zamjenice ovakav, takav, tolik i onolik mijenjaju se kao pridjevi u određenom i neodređenom obliku.